# 91-ша інженерно-саперна бригада (СРСР)
91-ша інженерно-саперна бригада (91 ІСБр, в/ч 41440) — формування інженерних військ Радянської армії, що існувало у 1974—1992 роках.
Після розпаду СРСР у 1992 році бригада увійшла до складу Збройних сил України як 91-ша інженерно-саперна бригада.

## Історія
Військова частина була сформована як 91-ша інженерно-саперна бригада 1 грудня 1974 року за ініціативою Віктора Кондратійовича Харченка, маршала інженерних військ, на той час командувача інженерними військами СРСР.
У 1978 році підрозділи бригади брали участь у навчаннях «Шаган-78». У 1981 році — на навчаннях «Запад-81», 30 чоловік особового складу були відзначені нагородами.
Частини бригади були залучені у війні в Афганістані 1979—1989 років. У бойових діях брали участь 22 військовослужбовці бригади. 11 з них були відзначені нагородами.
У 1983 році частини бригади випробовували нову техніку понтонно-мостового парку на навчаннях «Амур-83».
У 1986 відбувалися навчання «Дозор-86», із випробуванням нових інженерних засобів.
Особовий склад і техніку частини використовували для ліквідації аварії на Чорнобильській АЕС 1986 року. Було залучено 68 військовослужбовців. Один з них, Микола Олександрович Калачов, 45 днів відпрацював 30-км зоні відчуження у сел. Корогод, в/ч 61753 як командир роти. Дістав опромінення у 59,98 рентген, захворів на променеву хворобу.
Після розпаду СРСР у 1992 році бригада увійшла до складу Збройних сил України як 91-ша інженерно-саперна бригада.

## Командування
- (1974—1976) полковник Максимов Сергій Тихонович
- (1976—1980) полковник Культиясов Володимир Костянтинович[4]
- (1980—1987) полковник Краснолобов Євген Григорович
- (1987—1990) полковник Тирішкін Володимир Миколайович